# ブタンバラ県
ブタンバラ県(ブタンバラけん、英語：Butambala District)はウガンダの中央地域中央部の県。
2014年の人口は10万840人。
県都はゴンベ (ウガンダ)。

## 地理
- 北：ミティアナ県
- 東～南：ムピジ県
- 南西：カルング県
- 北西：ゴンバ県

県都ゴンベ (ウガンダ)は、ムピジから道なりに約31km西に位置する。
また、首都カンパラから道なりに約68km南西に位置する。

## 歴史
2010年7月1日、ムピジ県の中部を割いて新設された。

## 人口
- 1991年1月12日：7万4062人
- 2002年9月13日：8万6755人
- 2014年8月27日：10万840人

2002年から2014年の平均人口成長率は1.27%/年である。